# George Reid
Pour les articles homonymes, voir George Reid (homonymie) et Reid.
Sir George Houstoun Reid, né le 25 février 1845 à Johnstone (Écosse) et mort le 12 septembre 1918 à Londres, est un homme d'État australien. Il est le 12e premier ministre de Nouvelle-Galles du Sud puis le 4e Premier ministre d'Australie, au début du XXe siècle.
Reid est le dernier chef du Parti libéral en Nouvelle-Galles-du-Sud créé par Charles Cowper et Henry Parkes que Reid organise en Free Trade and Liberal Association en 1889. Il est plus populaire comme Premier ministre de Nouvelle-Galles du Sud de 1894 à 1899 que comme Premier ministre d'Australie en 1904 et 1905. Ceci est dû au désarroi des électeurs de ce parti avec la création de droits de douane par le Parti libéral et la montée en puissance d'un nouveau parti : le Parti travailliste australien (ALP). Bien que partisan de la création d'une fédération australienne, il eut une attitude hésitante pendant la campagne pour le premier référendum en juin 1898 ce qui lui vaut d'être surnommé « Yes-No Reid » (en français Oui-Non Reid).

## Jeunesse
Reid est né à Johnstone, dans le Renfrewshire, en Écosse. Il est le fils d'un pasteur de l'Église d'Écosse qui émigra au Victoria avec sa famille en 1852. Sa famille fut une des nombreuses familles protestantes qui quittèrent l'Écosse sur les conseils du Révérend John Dunmore Lang, avec qui son père travailla plus tard à l'Église Écossaise de Sydney. Il alla à l'école dans ce qui allait devenir le Collège écossais de Melbourne où, selon ses dires, il apprit à « lire, écrire et compter assez bien » mais avait "une sainte horreur du grec" et aucune attirance pour le « vaste domaine de la métaphysique » qui faisait partie de son cursus.
Quand sa famille alla s'installer à Sydney alors qu'il avait 13 ans, Reid trouva un emploi de vendeur. À 15 ans, il rejoignit l'école des Arts Debating Society où il commença à apprendre l'art de s'exprimer en public. Il entra ensuite comme comptable à la Trésorerie Coloniale où il gravit rapidement les échelons au point de devenir chef de cabinet du Ministre de la Justice en 1878.  En 1875, il publia Five Essays on Free Trade (Cinq essais sur la liberté du commerce) qui lui permirent de devenir membre honoraire du Cobden Club et en 1878 le gouvernement publia son livre The New South Wales, the Mother Colony of the Australias (La Nouvelle Galles du Sud, la colonie à la base de l'Australie) pour le faire distribuer en Europe. En 1876, il se mit sérieusement à étudier le droit ce qui pourrait lui assurer un revenu et lui permettre de siéger au Parlement (ce qui n'était pas payé) et en 1879, il obtint son diplôme d'avocat.

## Carrière politique
Reid fut élu en tête à l'Assemblée législative de Nouvelle-Galles du Sud comme l'un des quatre membres de la circonscription de Sydney-Est en 1880. Il ne fut pas très actif au départ, alors qu'il devait se faire sa clientèle privée, bien qu'il se soit senti concerné par la réforme des Robertson Land Acts qui n'avait pas su empêcher 96 propriétaires terriens de posséder 32 000 kilomètres carrés de terre. Henry Parkes et John Robertson essayèrent de sauvegarder ces lois en leur apportant de légères retouches mais ils ne furent pas suivis et aux élections suivantes, le parti de Parkes perdit beaucoup de sièges.
Le nouveau Premier Ministre, Alexander Stuart, offrit à Reid le poste de Ministre des Finances en janvier 1883, mais il trouva plus habile d'occuper le poste subalterne de Ministre de l'Instruction Publique. Il occupa le poste pendant 14 mois et il réussit à faire passer un important projet de loi qui prévoyait l'ouverture d'écoles secondaires dans les grandes villes, des collèges d'enseignement technique et la possibilité de cours magistraux l'après-midi dans les universités.
En février 1884, Reid perdit son siège au Parlement pour avoir occupé par ignorance son poste de Ministre de la Fonction Publique avec un emploi privé. Aux élections partielles qui s'ensuivirent, Reid fut battu d'une courte majorité par suite des restrictions budgétaires du gouvernement dues à la perte des revenus apportés par la vente des terres. En 1885, il fut réélu et joua un grand rôle dans la libéralisation du commerce. Il soutint Sir Henry Parkes pour ses projets libéraux mais quand ce dernier revint au pouvoir en 1887, il refusa un poste ministériel. Parkes lui offrit à nouveau un portefeuille ministériel deux ans plus tard mais il refusa à nouveau. Reid n'aimait pas Parkes et il ne se sentait pas capable de travailler avec lui. Quand la loi sur le paiement des parlementaires fut votée, Reid qui s'y était toujours opposé versa l'intégralité de ses revenus parlementaires au Trésor Public. Reid était devenu un avocat célèbre à Sydney, impressionnant les jurés par son art de mener les contre-interrogatoires et il avait été nommé au Conseil de la Reine en 1898.

## Premier Ministre de Nouvelle-Galles du Sud

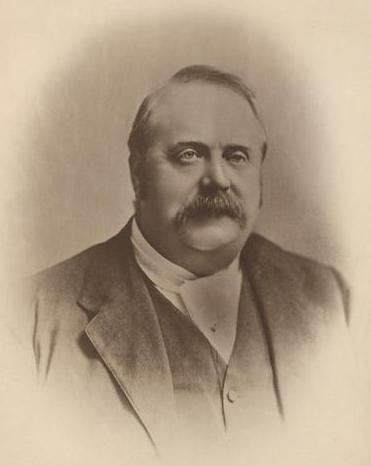
Reid en 1890

En septembre 1891, le gouvernement de Parkes fut renversé et remplacé par celui de Dibbs; Parkes quitta la direction du Free Trade Party et Reid fut élu à sa place. En 1891, il épousa Flora Ann Brumby. Il réussit à former un groupe cohérent bien qu'il rassemblât aussi bien les commerçants conservateurs de Sydney que les intellectuels petits bourgeois et que les réformateurs qui souhaitaient remplacer l'impôt indirect par l'impôt direct.
Aux élections de 1894, il proposa un système de prix détaxé avec un impôt direct et il remporta une large victoire. Edmund Barton et les autres protectionnistes furent battus, le parti travailliste australien vit son nombre de députés passer de 30 à 18, et Reid put former son premier gouvernement. Une de ses premières mesures fut de prendre de nouvelles lois sur les baux régissant les propriétés agricoles : il décida de les partager en deux: une moitié serait attribuée à un nouveau propriétaire indépendant tandis que l'autre moitié serait mise en fermage avec une garantie de tranquillité pour le fermier. Un certain nombre de terres furent déclarées propriétés de la Couronne et le nouveau propriétaire fut tenu d'habiter sur sa propriété.
Parkes au tout début de sa prise de fonction souleva à nouveau la question de la création d'une fédération et Reid invita tous les Premiers Ministres des autres colonies à une réunion le 29 janvier 1895. À la suite de cette réunion, il fut convenu que tant les électeurs que les Parlementaires devraient être consultés sur le sujet. Reid avait peur de ne pouvoir faire accepter ses propositions et de voir apparaitre de nouveaux impôts. Quand il  présenta ses projets de loi au Parlement, celui-ci les rejeta. Reid put obtenir la dissolution du Parlement, sortit grand vainqueur des élections et Parkes fut lourdement battu. Il put finalement faire voter ses lois qui étaient modérées mais qui se heurtaient à de fortes réticences dans son gouvernement et il eut peur alors que les députés s'enlisent dans des réformes proposées par l'opposition. Reid réussit cependant à faire passer ses réformes sur les comptes et services publics. Il put faire accepter des lois sur le contrôle des eaux, sur la santé publique, sur l'industrie et les mines. En cinq ans, il avait réussi à faire plus qu'aucun autre de ses prédécesseurs.

## Australie fédérale

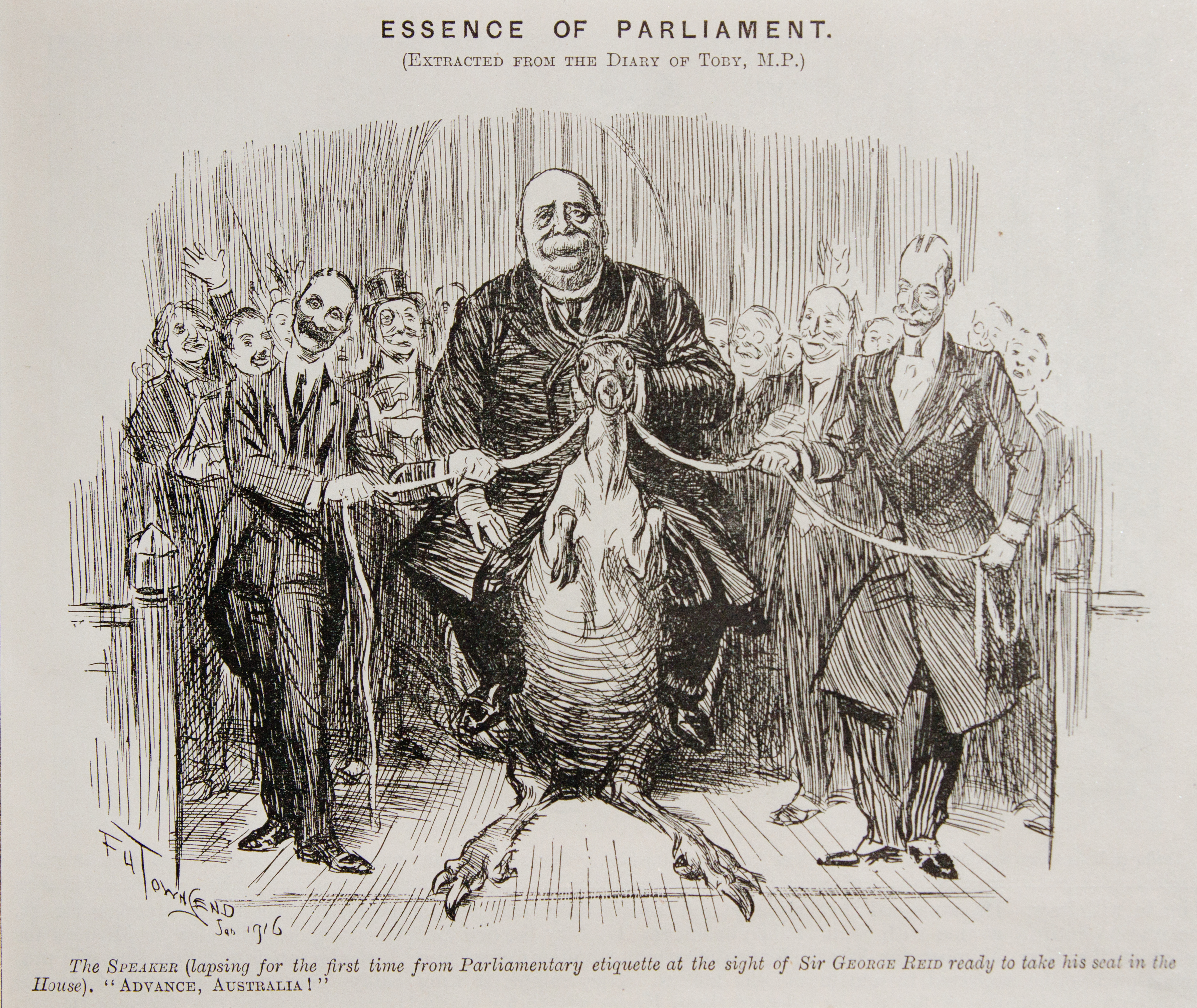
Essence of Parliament (« L'Essence du Parlement » : G. Reid entrant au Parlement à dos de kangourou, caricature de F. H. Townsend, 1916.

Reid fut élu député de Sydney-Est aux premières élections fédérales en 1901. Reid, chef de la section libérale disposait de 26 sièges sur 75 à la Chambre des Députés et 17 sur 36 au Sénat. Le parti travailliste cessa de le soutenir et donna son appui au gouvernement Barton de sorte que Reid se retrouva le premier chef de l'opposition une position qui convenait bien à ce robuste tribun au sens de l'humour très développé. Pendant le long débat sur le budget, Reid fut désavantagé car le Parlement siégeait à Melbourne et il ne pouvait complètement abandonner son cabinet d'avocat à Sydney de sorte qu'il ne put participer qu'à moins d'un dixième des séances. Avec la montée en puissance du parti travailliste, le parti libéral avait perdu plus de la moitié de ses membres qui soutenait le gouvernement Barton et était devenu dépendant des conservateurs notamment les militants protestants,.
Reid améliora la position de son parti aux élections fédérales de 1903 et en août 1904, quand le gouvernement de Chris Watson démissionna, il devint Premier Ministre. Reid ne disposait de la majorité dans aucune des deux chambres et il savait qu'il ne disposait que de peu de temps avant que les Protectionnistes d'Alfred Deakin ne s'associent avec les travaillistes pour le renverser aussi il profita de son poste autant qu'il put. En juillet 1905, les deux partis le renversèrent et il abandonna son poste de bonne grâce. Il augmenta le nombre de sièges de son parti une nouvelle fois aux élections de 1906, mais il ne put obtenir la majorité.
En 1907-08, Reid s'opposa énergiquement au projet de Deakin d'augmenter les droits de douane. En 1908, quand Deakin proposa la fusion des deux partis non-travaillistes, Reid se retira de son poste de chef de parti. 

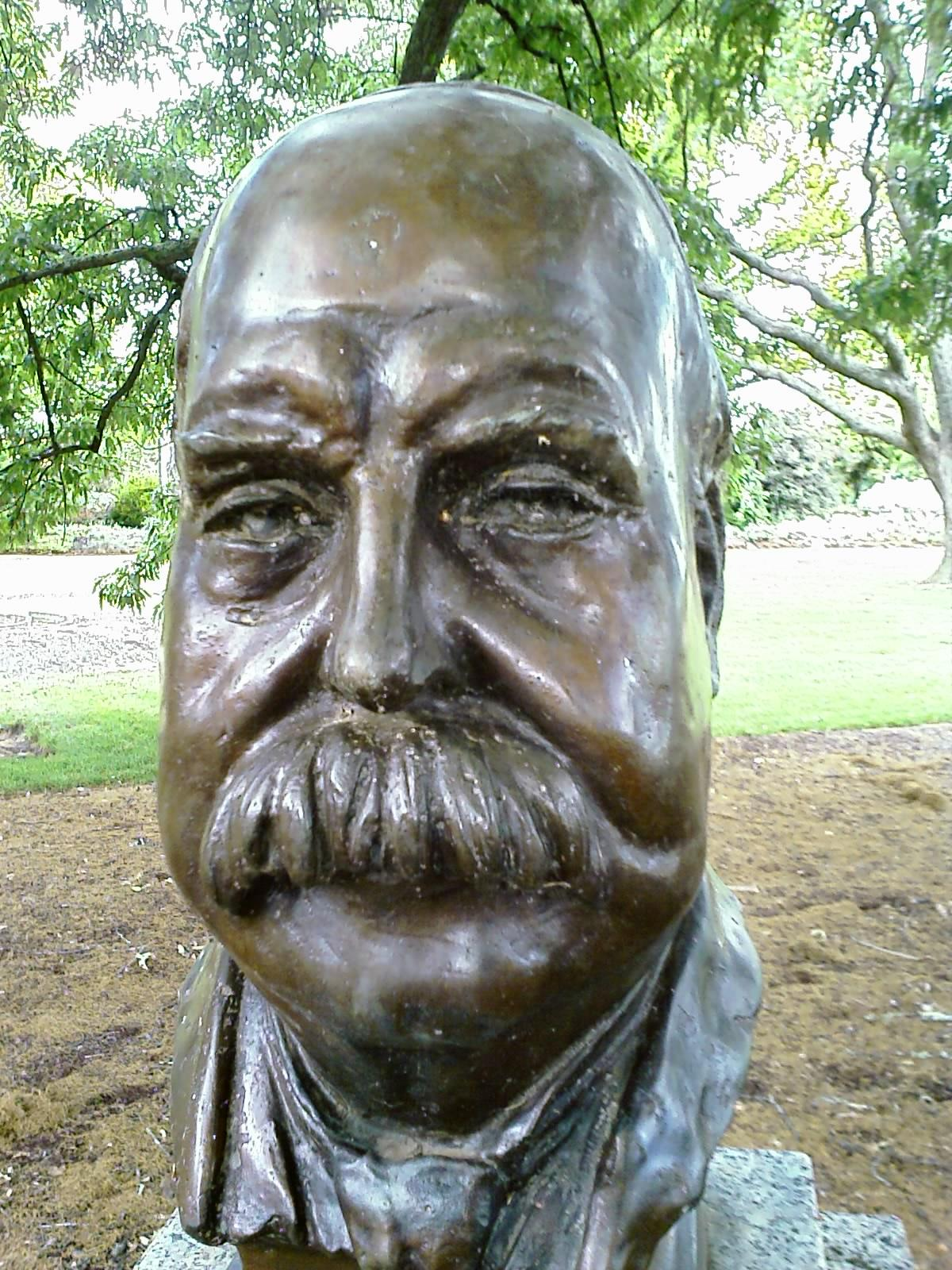
Buste de George Reid à Ballarat.

## Haut Commissaire
En 1910,Reid démissionna de son poste de député et fut nommé premier haut-commissaire australien à Londres, ce qui est l'équivalent d'un ambassadeur entre le Royaume-Uni et ses Dominions.
Reid était très populaire en Grande-Bretagne et en 1916, à la fin de son mandat de Haut Commissaire, il fut élu député au parlement britannique pour le Parti conservateur. Il joua le rôle de porte-parole des Dominions indépendants pour soutenir l'effort de guerre. Il mourut brutalement à Londres d'un accident vasculaire cérébral ischémique. Il avait 73 ans.

## Sources
1. 1 2 3  « George Reid », Prime Ministers, National Archives of Australia (consulté le 13 janvier 2008).
2. ↑  (en) D.W.A. Baker, Preacher, Politician, Patriot: A Life Of John Dunmore Lang (1998) éditeur Melbourne University Press à Carlton(Victoria)
3. 1 2 3 4 5 6 7 8 9  W. G.  McMinn, « Reid, Sir George Houstoun (1845 - 1918) », Australian Dictionary of Biography, Australian National University (consulté le 13 janvier 2008)
4. 1 2 3 4 5 6 7  Percival
 Serle, « Reid, Sir George Houstoun (1845 - 1918) », Dictionary of Australian Biography, Project Gutenberg Australia (consulté le 13 janvier 2008)
5. ↑  « Sir George Houston Reid (1845 - 1918) », Members of Parliament, Parliament of New South Wales (consulté le 13 janvier 2008)